# Лучано Гаудіно
Лучано Гаудіно (італ. Luciano Gaudino, нар. 13 липня 1958, Поджомарино) — італійський футболіст, що грав на позиції нападника.
Виступав, зокрема, за клуби «Мілан» та «Барі», а також юнацьку збірну Італії U-20.

## Клубна кар'єра
Народився 13 липня 1958 року в місті Поджомарино. Вихованець юнацької команди «Ночерина», з якої 1975 року потрапив до «Мілана». Після сезону в молодіжній команді міланців та ще одного в оренді у «Варезе» в Серії B він дебютував у Серії А 27 листопада 1977 року в матчі проти «Пескари». Всього за сезон у складі «россо-нері» він зіграв 12 ігор у чемпіонаті та 2 у Кубку Італії, забивши 2 м'ячі, обидва в рамках чемпіонату на домашньому «Сан-Сіро», перший проти «Фіорентини» 29 січня 1978 року (5:1), другий 26 березня того ж року у матчі з «Пескарою» (2:0).
1978 року уклав контракт з клубом Серії В «Барі», у складі якого провів наступні три роки своєї кар'єри гравця.
Пізніше він став виступати в Серії С1 за «Форлі» та «Віртус Казарано», а з 1983 року грав у Серії С2 за «Савону», «Фрозіноне» та «Реджину». Після повернення до «Фрозіноне» в 1986 році він вийшов з цією командою в Серію С1 в сезоні 1986/87 роках. Після одного сезону в Серії С1 з «Фрозіноне» він повернувся до Серії С2, де грав за «Лодіджані», а завершив ігрову кар'єру у команді «Веллетрі», за яку виступав протягом 1990—1991 років у міжрегіональний лізі.

## Виступи за збірну
1977 року викликався до лав юнацької збірної Італії (U-20), у складі якої був учасником тогорічного молодіжного чемпіонату світу в Тунісі, де італійці не змогли вийти з групи, а Гаудіно зіграв в одному матчі проти Ірану (0:0).